# 截底盒螺
截底盒螺（学名：Cylichna operosa）为三叉螺科盒螺属的动物，是中国的特有物种。分布于近海、香港等地，属于暖水性种类。其一般生活于潮间带低潮线-浅水区的泥砂质底。